# Nyugat-európai gímszarvas
A nyugat-európai gímszarvas (Cervus elaphus elaphus) az emlősök (Mammalia) osztályának párosujjú patások (Artiodactyla) rendjébe, ezen belül a szarvasfélék (Cervidae) családjába tartozó gímszarvas (Cervus elaphus) egyik európai alfaja.

## Előfordulása
A nyugat-európai gímszarvas elterjedési területe az Egyesült Királyság és Nyugat-Európa.

## Megjelenése
Az állat alig különböztethető meg a kelet-európai gímszarvastól. Gyönyörű agancsa miatt számos országba betelepítették. A nagy testű gímszarvasalfajokhoz tartozik. Az alfajok között a Brit-szigeteken élő nyugat-európai gímszarvasoknak van a legvastagabb és legsűrűbb nyaksörényük.

## Képek

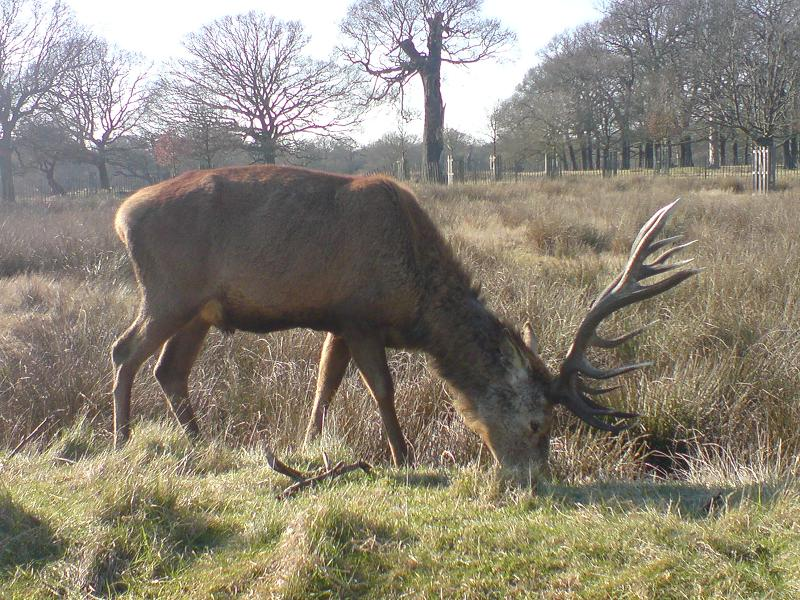
Legelő bika
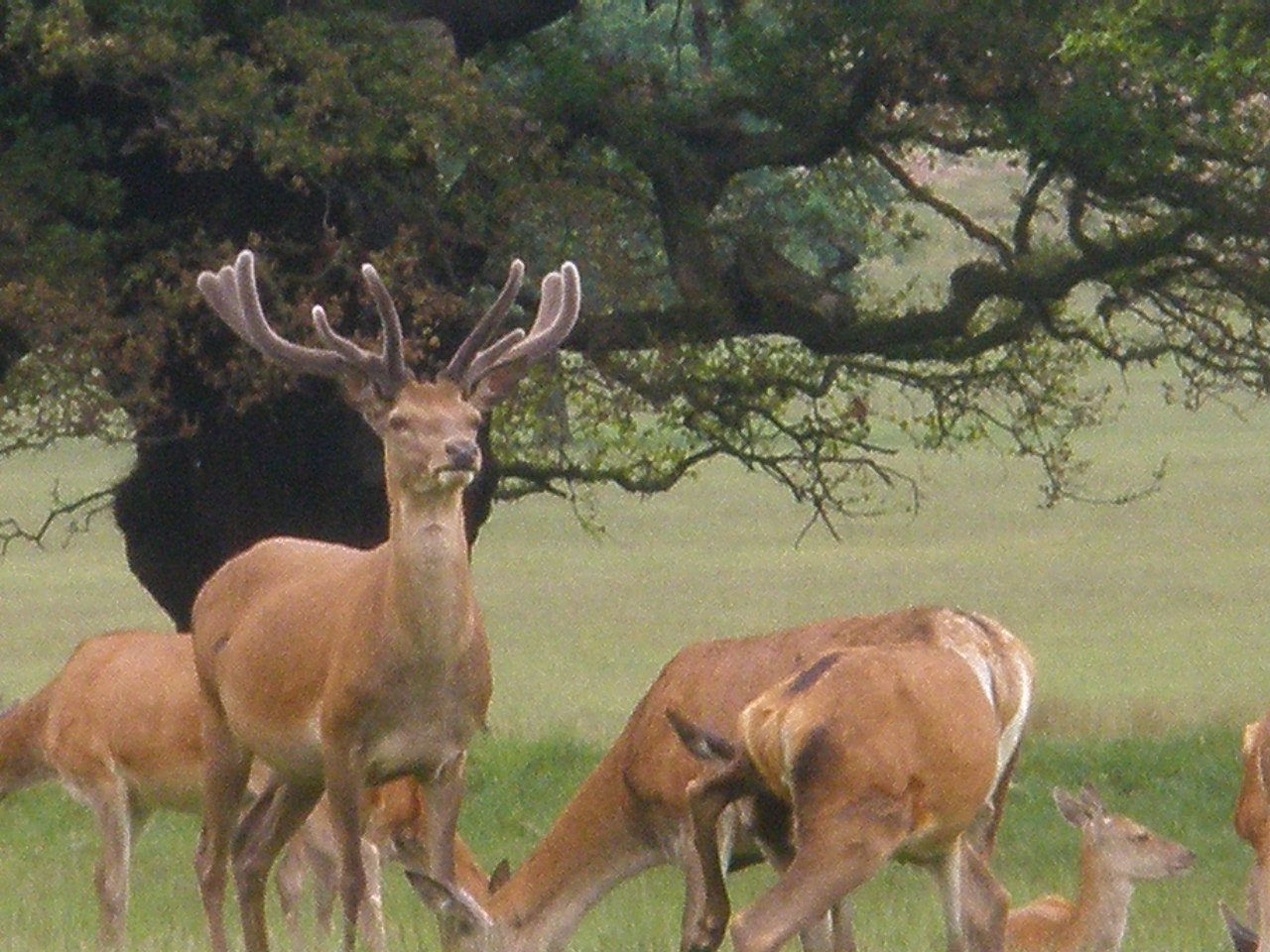
Bika a háremével
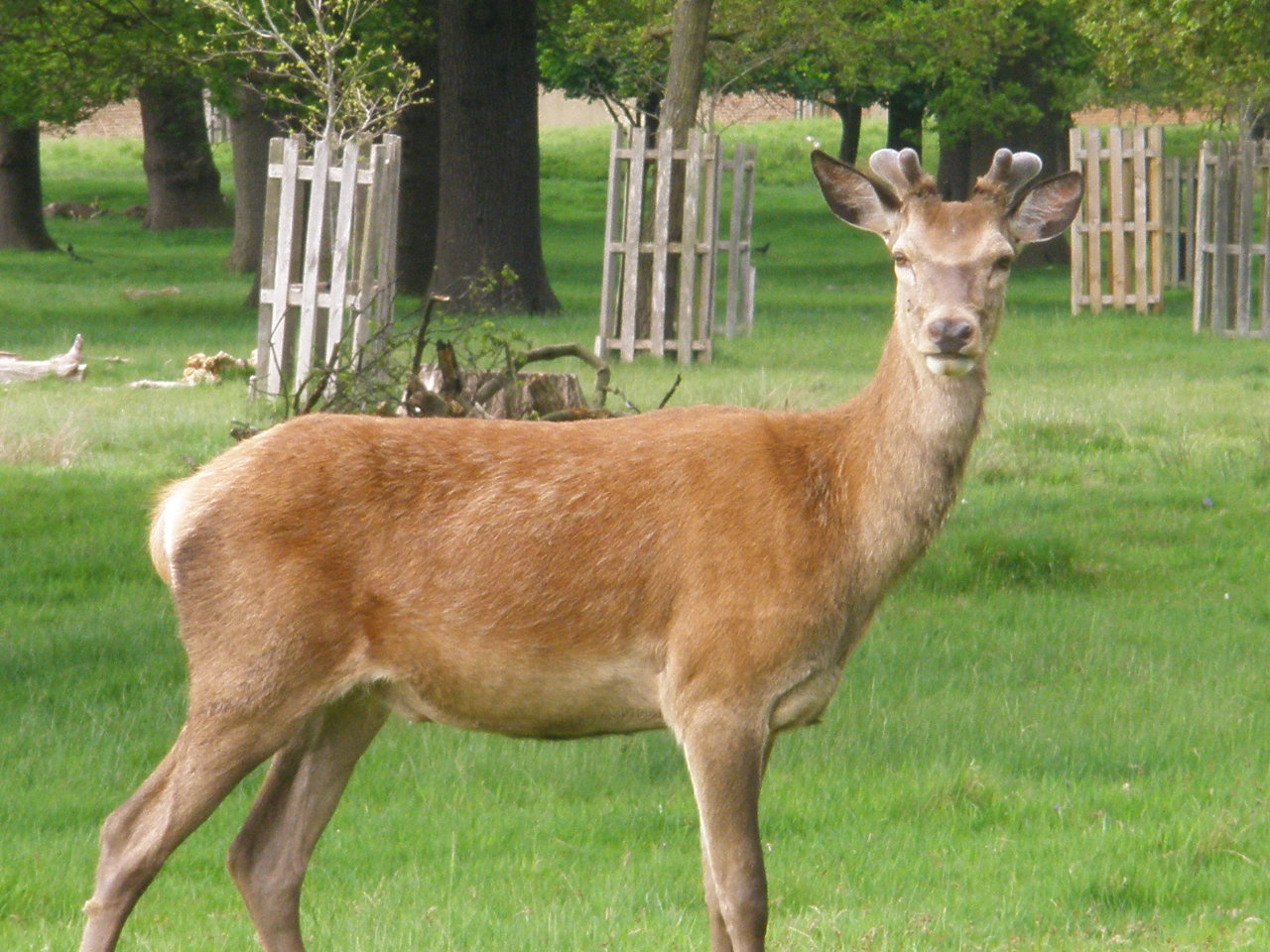
Fiatal bika